# 比耶夫尔河畔蒙图
比耶夫尔河畔蒙图（法語：Monthou-sur-Bièvre，法語發音：[mɔ̃tu syʁ bjɛvʁ]）是法国卢瓦-谢尔省的一个市镇，属于布卢瓦区。

## 地理
比耶夫尔河畔蒙图（47°28'34"N, 1°17'42"E）面积16.62 平方千米，位于法国中央-卢瓦尔河谷大区卢瓦-谢尔省，该省份为法国中北部省份，北起厄尔-卢瓦省，东北接卢瓦雷省，东南接谢尔省，南至安德尔省，西南接安德尔-卢瓦尔省，西北接萨尔特省。
与比耶夫尔河畔蒙图接壤的市镇（或旧市镇、城区）包括：卢瓦尔河畔肖蒙、莱蒙蒂勒、蓬勒瓦、桑班、瓦莱尔、索洛涅地区勒孔特鲁瓦。

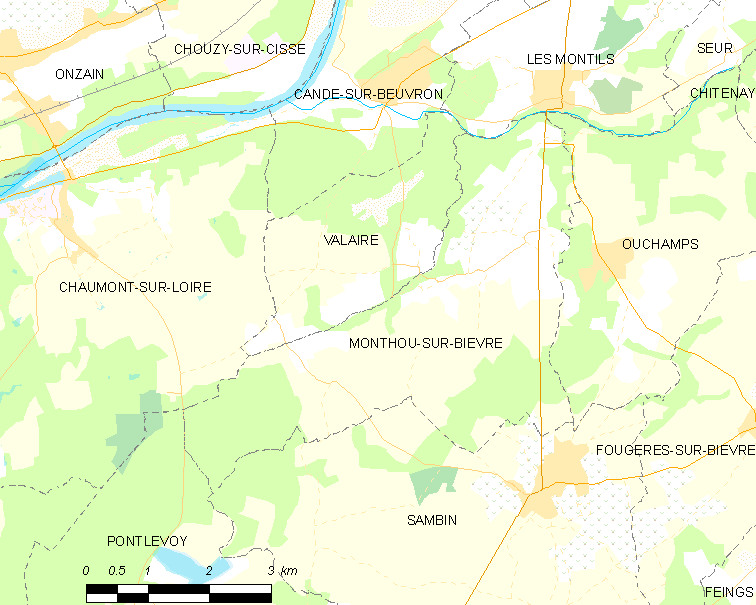
比耶夫尔河畔蒙图的OSM定位图

比耶夫尔河畔蒙图的时区为UTC+01:00、UTC+02:00（夏令时）。

## 行政
比耶夫尔河畔蒙图的邮政编码为41120，INSEE市镇编码为41145。

## 政治
比耶夫尔河畔蒙图所属的省级选区为布卢瓦第三县。

## 人口

1962-2008年间比耶夫尔河畔蒙图人口变化图示

比耶夫尔河畔蒙图于2022年1月1日时的人口数量为793人。